# Brunka
Brunka (německy Tuchwalke) je malá vesnice, část města Humpolec v okrese Pelhřimov. Nachází se asi 2,5 km na severozápad od Humpolce. V roce 2009 zde bylo evidováno 32 adres. V roce 2001 zde trvale žilo 39 obyvatel.
Brunka leží v katastrálním území Humpolec o výměře 12,92 km2.

## Další fotografie

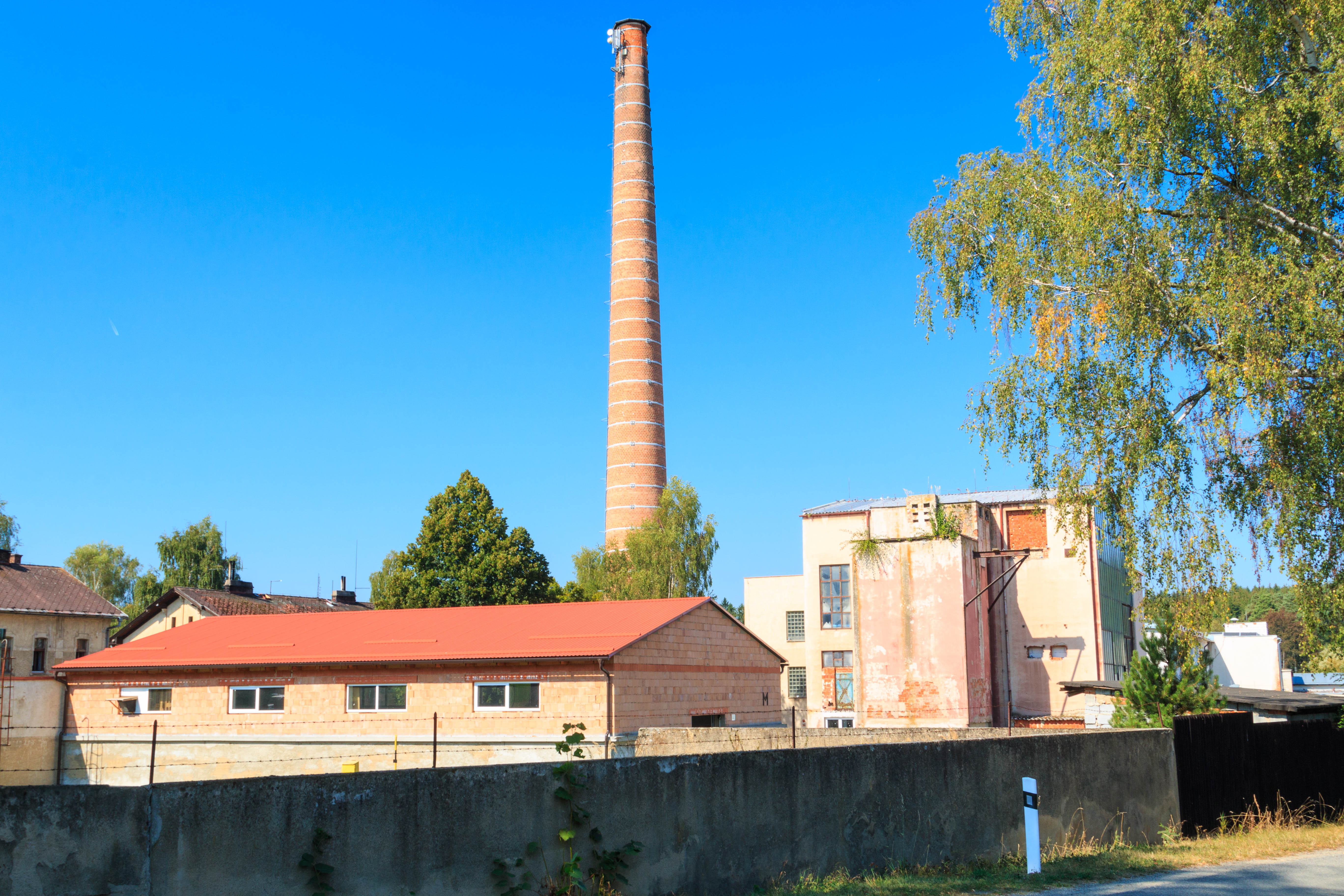
Brunka - výrobní areál
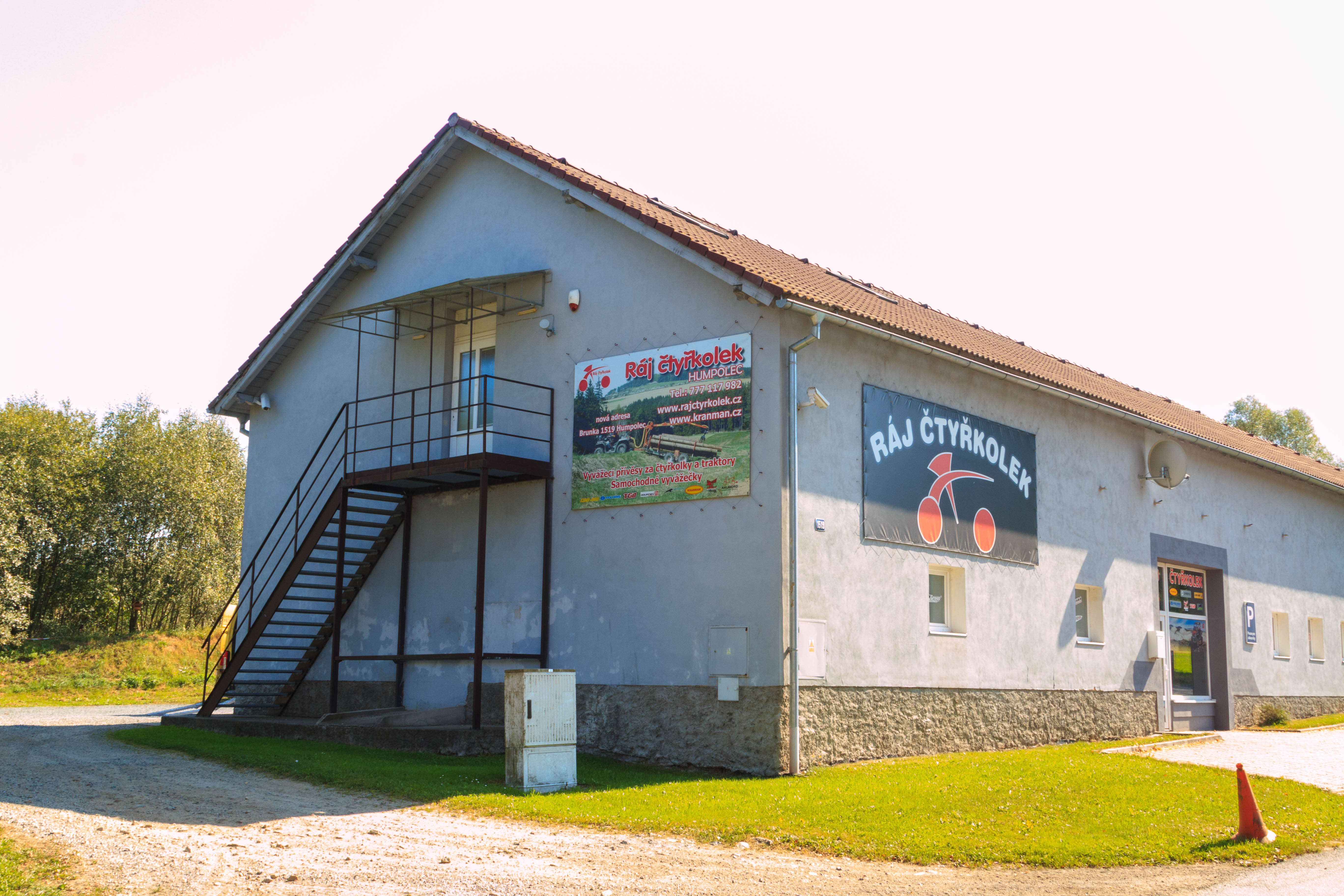
Brunka - čp. 1519
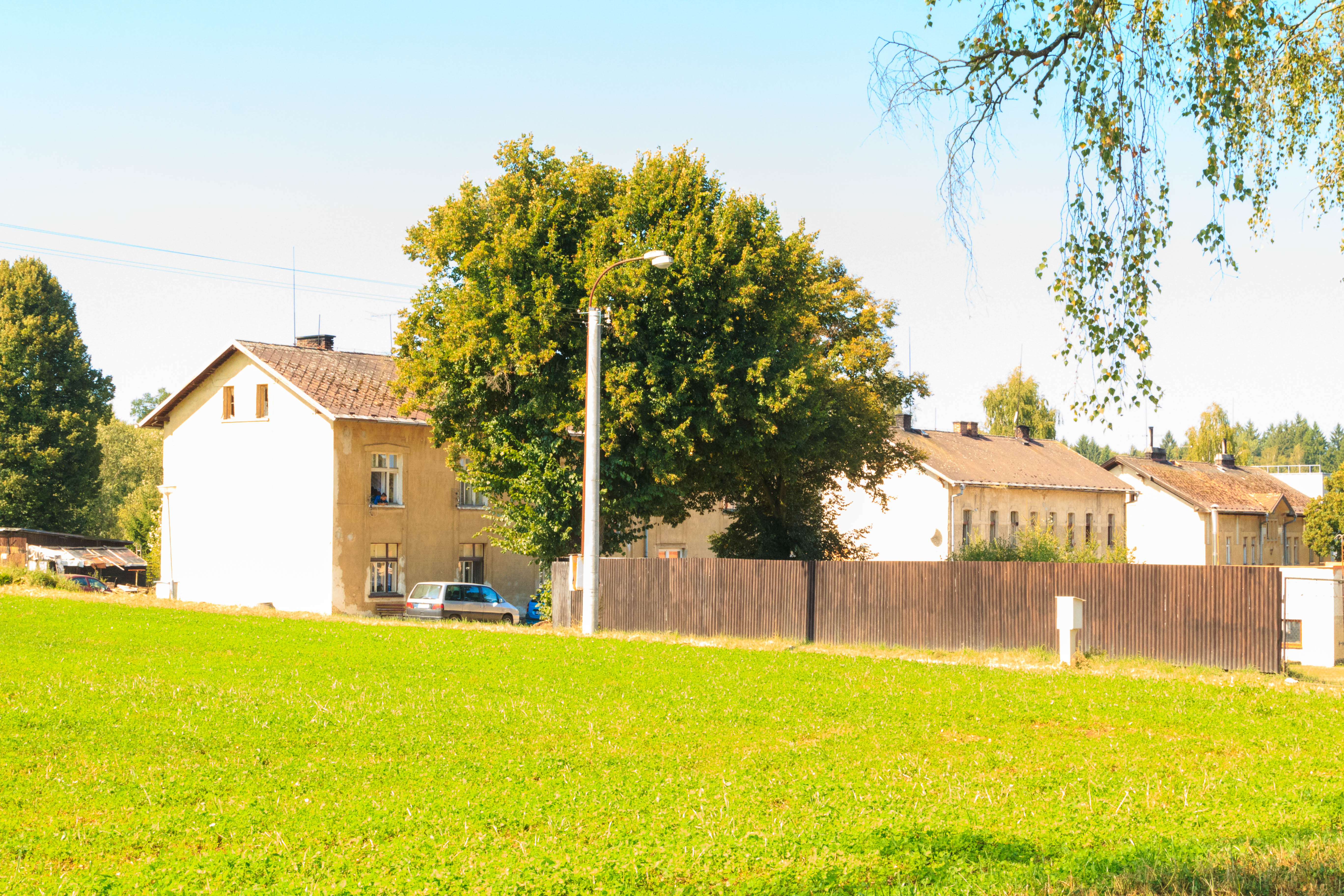
Brunka - čp. 69
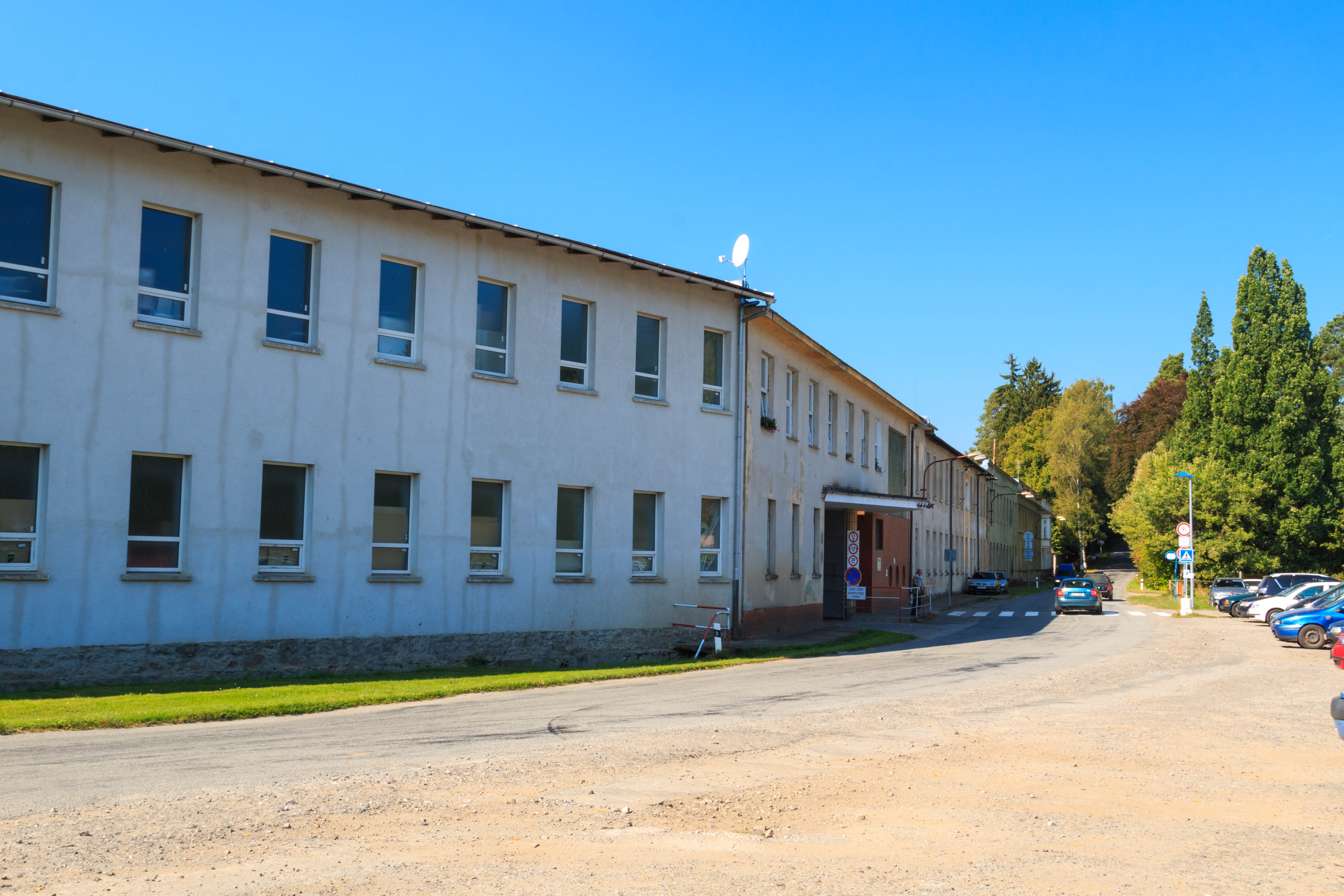
Brunka - výrobní areál